# Száthín
Száthín (kínaiul: 沙田區, népszerű latin betűs átírással Sha Tin) Hongkong egyik kerülete, mely az Új területek városrészhez tartozik. Ez a legnépesebb kerület, a lakosság 60%-a állami lakásban él, mintegy 29 000-en pedig bennszülött falvakban, melyek közül a legrégebbi a 16. század óta létezik. Ebben a kerületben található Hongkong legnagyobb, 6000 látogatót befogadni képes múzeuma, a Hongkongi Néprajzi Múzeum.